# Śliwice (gemeente)
De gemeente Śliwice is een landgemeente in het Poolse woiwodschap Koejavië-Pommeren, in powiat Tucholski.
De gemeente bestaat uit 17 administratieve plaatsen solectwo: Brzeźno, Brzozowe Błota, Byłyczek, Krąg, Laski, Linówek, Lińsk, Lipowa, Lisiny, Lubocień,
Łąski Piec, Okoniny, Okoniny Nadjeziorne, Rosochatka, Śliwice, Śliwiczki, Zwierzyniec
De zetel van de gemeente is in Śliwice.
Op 30 juni 2004 telde de gemeente 5421 inwoners.

## Oppervlakte gegevens
In 2002 bedroeg de totale oppervlakte van gemeente Śliwice 174,75 km², waarvan:
- agrarisch gebied: 25%
- bossen: 65%

De gemeente beslaat 16,25% van de totale oppervlakte van de powiat.

## Demografie
Stand op 30 juni 2004:
| Omschrijving                   | Totaal | Totaal | Vrouwen | Vrouwen | Mannen | Mannen |
| ------------------------------ | ------ | ------ | ------- | ------- | ------ | ------ |
| eenheid                        | aantal | %      | aantal  | %       | aantal | %      |
| inwoners                       | 5421   | 100    | 2686    | 49,5    | 2735   | 50,5   |
| bevolkingsdichtheid (inw./km²) | 31     | 31     | 15,4    | 15,4    | 15,7   | 15,7   |

In 2002 bedroeg het gemiddelde inkomen per inwoner 1352,4 zł.

## Aangrenzende gemeenten
Cekcyn, Czersk, Osie, Osieczna, Osiek, Tuchola